# Tipula (Arctotipula) oklandi
Tipula (Arctotipula) oklandi is een tweevleugelige uit de familie langpootmuggen (Tipulidae). De soort komt voor in het Palearctisch en Nearctisch gebied.